# Малаховська сільська рада
Мала́ховська сільська рада (рос. Малаховский сельский совет) — сільське поселення у складі Косіхинського району Алтайського краю Росії.
Адміністративний центр та єдиний населений пункт — село Малахово.

## Населення
Населення — 678 осіб (2019; 704 в 2010, 798 у 2002).